# Jogopaten
Jogopaten is een bestuurslaag in het regentschap Kebumen van de provincie Midden-Java, Indonesië. Jogopaten telt 2403 inwoners (volkstelling 2010).